# Luci Papiri Mugil·là (cònsol 444 aC)
Luci Papiri Mugil·là (en llatí: Lucius Papirius L. F. Mugillanus) va ser un magistrat romà que va viure al segle v aC. Formava part de la gens Papíria i era de la família dels Mugil·là, d'origen patrici.
Va ser elegit cònsol per primera vegada l'any 444 aC i després una segona vegada el 427 aC. Cap dels dos consolats és assenyalat per cap esdeveniment important. Va ser també un dels dos primers censors després de la creació del càrrec.